# À travers le Morbihan 1993
À travers le Morbihan 1993, quarta edizione della corsa con questo nome e diciottesima in totale, valida come evento UCI categoria 1.4, si svolse il 29 maggio 1993 su un percorso di 190 km. Fu vinta dal tedesco Marcel Wüst che giunse al traguardo con il tempo di 4h24'14", alla media di 43,144 km/h.

## Ordine d'arrivo (Top 10)
| Pos. | Corridore        | Squadra     | Tempo    |
| ---- | ---------------- | ----------- | -------- |
| 1    | Marcel Wüst      | Novemail    | 4h24'14" |
| 2    | Jans Koerts      | Festina     | s.t.     |
| 3    | Jaan Kirsipuu    | Chazal      | s.t.     |
| 4    | Hendrik Redant   | Collstrop   | s.t.     |
| 5    | Niko Eeckhout    | Collstrop   | s.t.     |
| 6    | Mario De Clercq  | Lotto       | s.t.     |
| 7    | Michel Vanhaecke | Lotto       | s.t.     |
| 8    | Kees Hopmans     | Elro Snacks | s.t.     |
| 9    | François Simon   | Castorama   | s.t.     |
| 10   | Niels Boogaard   | Elro Snacks | s.t.     |